# 乌鲁木齐市南公园
乌鲁木齐市南公园是位于中华人民共和国新疆维吾尔自治区乌鲁木齐市天山区的公共公园。原为乌鲁木齐市动物园，2007年更名为乌鲁木齐市南公园，面积超过31.25公顷。

## 历史
民国二十四年（公元1935年）4月12日，中华民国新疆省迪化市（今乌鲁木齐市）举办四·一二博览会。展会后迪化第一公园接受了展览中的野生动物，如棕熊、狐狸、猫头鹰等。1958年，在乌鲁木齐市人民公园的西端新建1.7公顷的动物园，并从北京等地引进东北虎、非洲狮、金钱豹等37种124只动物。此后，又有多种动物被引进该动物园。随着引进动物数量的增加，动物园内的设备和条件逐渐无法满足需要，不得不另寻他处作为动物园。
新选的动物园位于新华南路南端西侧，原是一处私人庄园，被俗称为“夹河子”，后被盛世才没收。中华人民共和国成立后，该庄园成为了新疆省人民政府干部学校（今新疆财经大学）医务所。1957年，乌鲁木齐市建设局接收该庄园，并开始将其改造为公园。1974年，开始在公园内修建动物馆舍。到了1981年，动物园修建完成，原在人民公园的动物全部迁入该园。乌鲁木齐市人民政府正式将其命名为“乌鲁木齐动物园”。乌鲁木齐动物园占地30多公顷，园内陆续修建有狮馆、天鹅湖、鸟林等10多个馆区，总建筑面积超过9200平方米。二十一世纪初，乌鲁木齐动物园饲养展览的动物有170种超过3670只，其中包括大天鹅、黑天鹅、火烈鸟、普氏野马、蒙古野驴、北山羊、马来熊等。乌鲁木齐动物园是当时新疆规模最大种、类最多的动物园。
2005年9月，面积达75平方千米的新疆天山野生动物园正式开园。乌鲁木齐动物园也开始整体搬迁至新疆天山野生动物园。2007年9月，乌鲁木齐动物园更名为乌鲁木齐市南公园，免费对市民开放。随着动物园的搬迁，南公园一度冷清。10余处动物场馆被闲置在园内，有些已成为危房。搬迁前已达到80%的绿地面积到了2013年已不足70%。于是在2013年，乌鲁木齐市林业局（乌鲁木齐市园林管理局）投资3000万元人民币开始对南公园进行改造。

## 现状
乌鲁木齐市南公园位于中华人民共和国新疆维吾尔自治区乌鲁木齐市天山区新华南路1689号。乌鲁木齐市南公园地处新华南路以西，河滩快速路（原乌鲁木齐河河道）以东，英阿瓦提路以南。乌鲁木齐市南公园是乌鲁木齐河沿河第二个原始次生林改建的公园。乌鲁木齐市南公园隶属于乌鲁木齐市林业局（乌鲁木齐市园林管理局），是其下属的差额拨款事业单位。乌鲁木齐市南公园占地面积超过31.25公顷，主要分为林荫漫步区、休闲活动区、园务管理区、儿童活动区以及湖滨游商区5个区域。2020年，乌鲁木齐市南公园绿地面积超过71%，超过22.31公顷。其中主要植物包括银白杨、白蜡等乔木，紫丁香、榆叶梅等灌木，松果菊、金鸡菊等宿根植物，千屈菜等水生植物，以及以早熟禾、黑麦草和高羊茅为主的草坪。虽然动物园的动物已被迁走，但依然有松鼠、蝙蝠、家燕、野鸭、啄木鸟等野生动物生活在这里。